# Parafia Miłosierdzia Bożego w Rudniku Szlacheckim
Parafia Miłosierdzia Bożego w Rudniku Szlacheckim należy do archidiecezji lubelskiej, dekanatu kraśnickiego. Proboszczem parafii jest ks. Marian Serwatka.

## Historia parafii
Parafia pw. Miłosierdzia Bożego w Rudniku Szlacheckim powstała 16 maja 1997 roku na mocy decyzji abpa Bolesława Pylaka. Objęła ona swym zasięgiem miejscowości należące poprzednio do parafii w Wilkołazie i Popkowicach. W tym samym roku na prośbę mieszkańców i na mocy dekretu arcybiskupa z dnia 17 października 1997 roku przyłączono Pułankowice, należące wcześniej do parafii Wniebowzięcia NMP w Kraśniku. Pierwszym proboszczem został ks. Jerzy Jan Ważny.
Kościół został wybudowany w latach 1994-1997 według projektu arch. Jana Żochowskiego z Lublina, realizator - ks. Jerzy Jabłoński. Uroczyście pobłogosławiony 19 kwietnia 1998 roku, konsekrowany 30 kwietnia 2006 roku przez abpa Józefa Życińskiego. W latach 2011–2012 wybudowano przy kościele dzwonnicę, stylowo nawiązującą do architektury kościoła (proboszcz: ks. Marian Serwatka). Budynek domu parafialnego wzniesiony po 1998 roku, cmentarz parafialny w latach 2002-2003 r.

## Zasięg parafii
Do parafii należą wierni z następujących miejscowości: Ostrów-Kolonia, Pułankowice, Rudnik-Kolonia, Rudnik Szlachecki, Wólka Rudnicka.

## Linki zewnętrzne

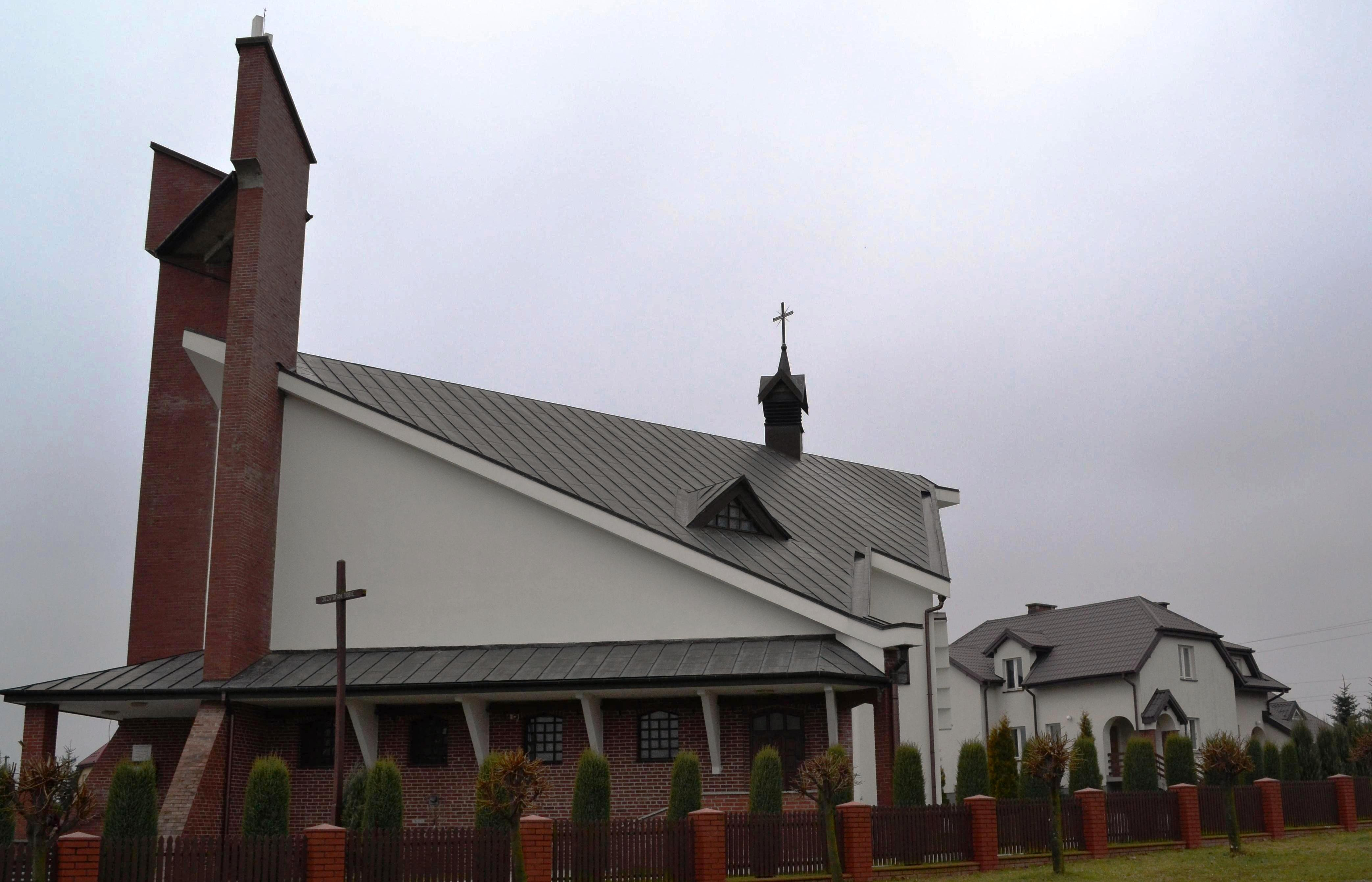
Kościół i budynek domu parafialnego, po 1998
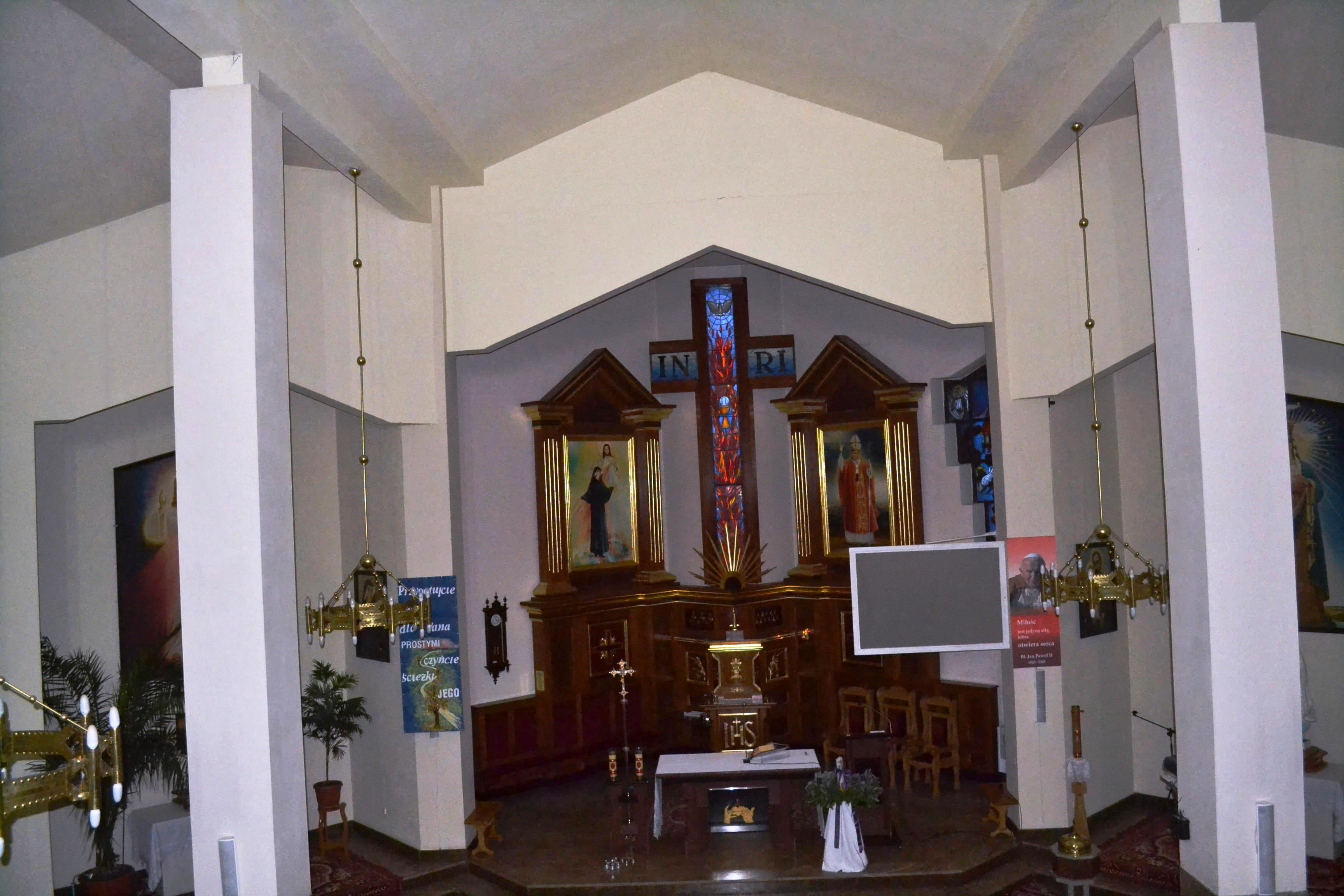
Wnętrze kościoła, 1994-1997, proj.Jana Żochowskiego
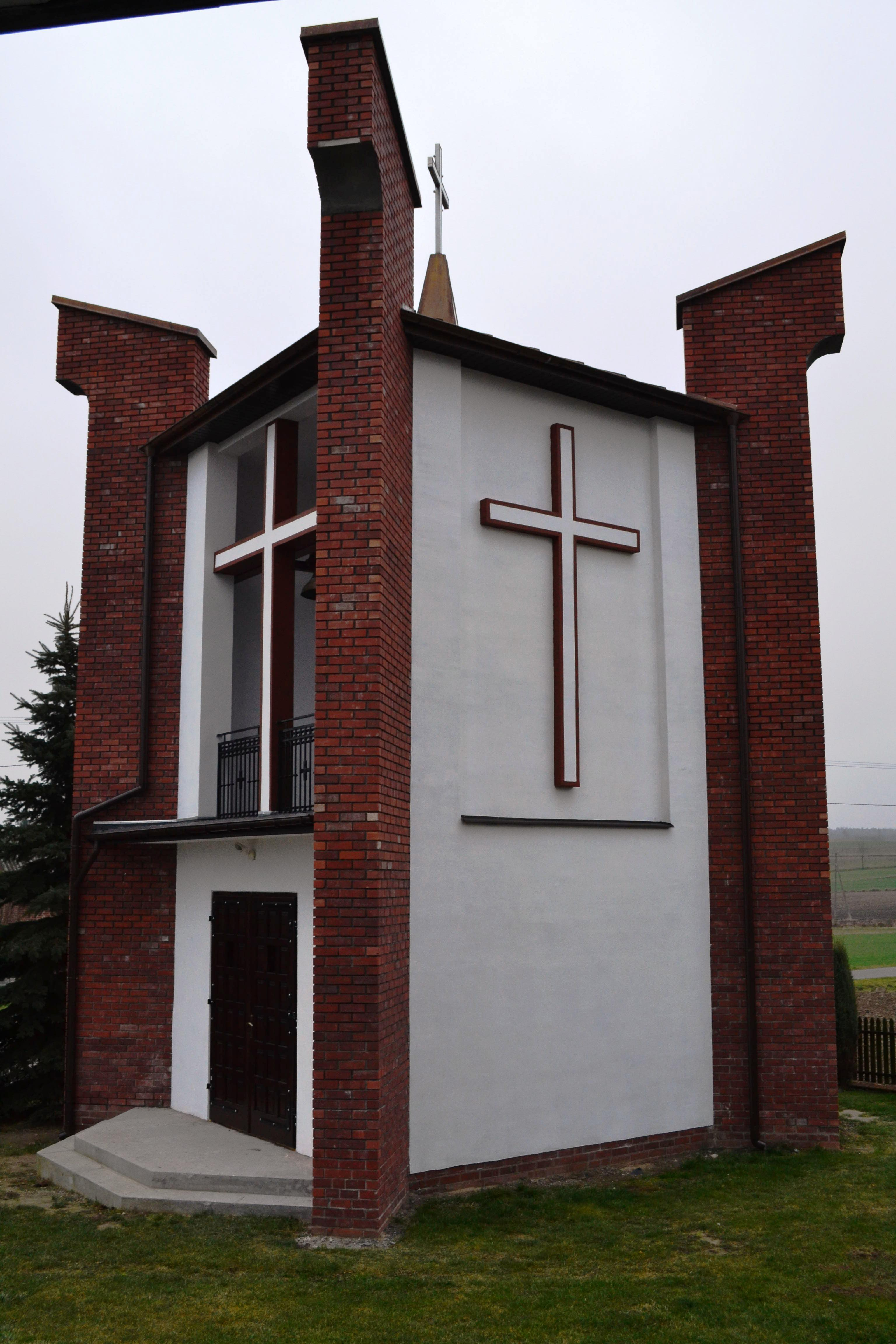
Dzwonnica, 2011-2012, realizator ks. Marian Serwatka